# Adam Müller von Nitterdorf

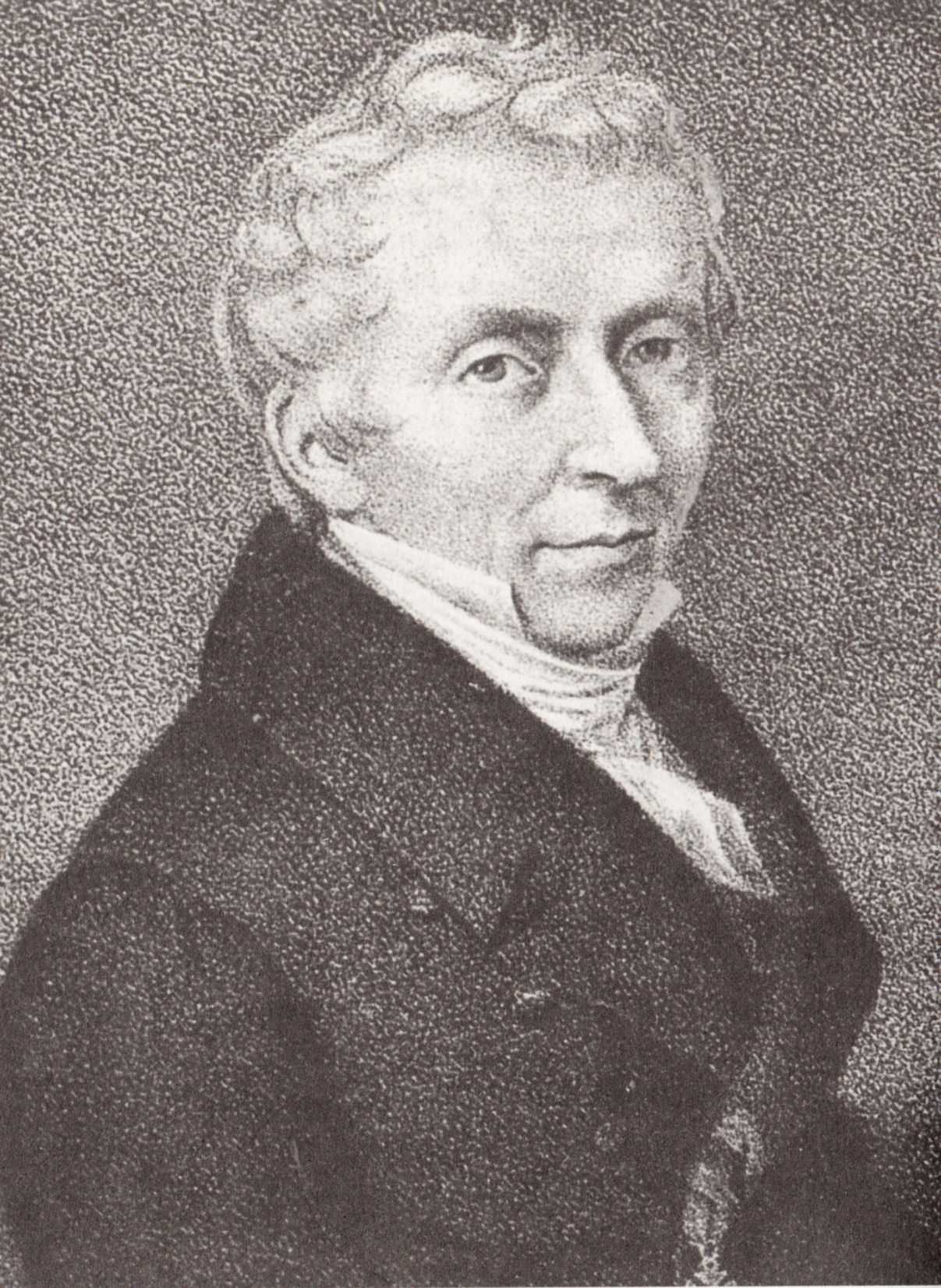
Adam Heinrich Müller (um 1810)

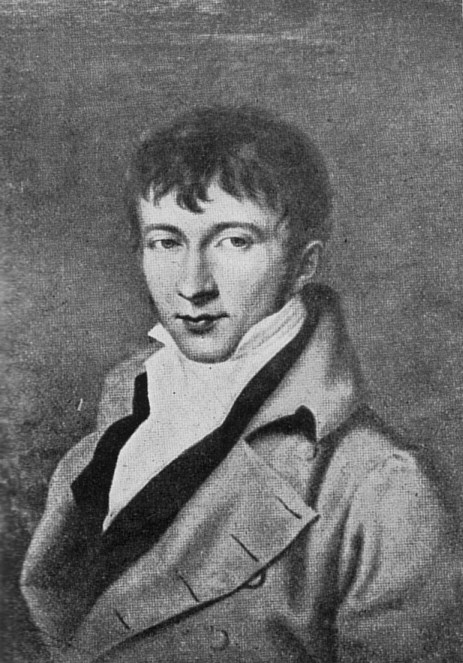
Jugendbild

Adam Heinrich Müller, ab 1826 oder 1827 Ritter von Nitterdorf (* 30. Juni 1779 in Berlin; † 17. Januar 1829 in Wien), war ein deutscher Philosoph, Diplomat, Ökonom und Staatstheoretiker. Er gehörte dem Wiener Romantikerkreis an.

## Leben
Adam Müller, Sohn eines Finanzbeamten, studierte von 1798 bis 1801 in Göttingen Rechtswissenschaften und Geschichte; zu seinen dortigen Lehrern zählten der Jurist Gustav von Hugo und die Historiker August Ludwig von Schlözer und Arnold Heeren, die auf den jungen Müller großen Einfluss ausübten. Am tiefsten wurde er jedoch durch Friedrich Gentz geprägt, der insbesondere die eigene Anglophilie auf den jungen Müller übertrug. Nach kurzer Tätigkeit als Rechtsreferendar an der kurmärkischen Kammer in Berlin wurde er Hauslehrer der Familie Haza-Radlitz in Posen; hier verfasste er sein erstes Buch, die philosophische Abhandlung Die Lehre vom Gegensatze, das 1804 in Berlin erschien.
Dabei konnte er in den folgenden Jahren einige Reisen, z. B. nach Schweden und Dänemark, unternehmen. Bei einem längeren Aufenthalt in Wien konvertierte er am 30. April 1805 zur römisch-katholischen Kirche. Über Polen reiste Müller nach Dresden, wo er Vorlesungen über die deutsche Wissenschaft und Literatur (1806) hielt, in denen er sich als Anhänger der Schlegel'schen Romantik zeigte. 1808 war er gemeinsam mit Heinrich von Kleist Herausgeber der Zeitschrift Phöbus.
Von Ende 1805 bis 1809 lebte Müller in Dresden, wo er durch seine 1806 gehaltenen Vorlesungen über deutsche Wissenschaft und Literatur berühmt wurde; den von ihm propagierten Gedanken eines Ausgleichs der Gegensätze (germanisches gegen griechisches Element der europäischen Literatur, Klassik gegen Romantik) wandte er hier auf Dichtung, Philosophie, aber auch politisches Denken an. Seine zentralen politischen Ideen entwickelte er in seinen 1808/09 gehaltenen Vorlesungen, die er 1809 unter dem Titel Die Elemente der Staatskunst publizierte. Gemäß seiner Devise, der „Staatsgelehrte“ habe dem Staatsmann zur Seite zu stehen, propagierte Müller die Grundgedanken der politischen Romantik, als deren Hauptwerk die Elemente anzusehen sind: Gegen die moderne Vertragstheorie setzte er die Idee des organisch gewachsenen, Tradition und Gegenwart verbindenden monarchischen Ständestaates; gegen die moderne Wirtschaftstheorie des (von Müller zeitlebens angefeindeten) Adam Smith propagierte er den Gedanken einer strengen sozialen Bindung des Eigentums. Auch später hat er immer wieder das moderne Wirtschaftsleben kritisiert. Seine ebenso bewunderte wie angefeindete Definition des Staates darin lautet: Der Staat sei keine „Manufaktur ... oder merkantilische Sozietät, er ist die innigste Verbindung der gesamten physischen und geistigen Bedürfnisse, des gesamten physischen und geistigen Reichtums, des gesamten inneren und äußeren Lebens einer Nation, zu einem großen, energischen, unendlich bewegten und lebendigen Ganzen“.
1809 ging Müller, nachdem er sich mit Sophie von Haza-Radlitz verheiratet hatte, nach Berlin, wo er weitere historisch-politische Vorlesungen hielt und Artikel in der von Heinrich von Kleist herausgegebenen Zeitung Berliner Abendblätter (1810/11) veröffentlichte. Müller, nun wieder im preußischen Staatsdienst, lehnte die Reformbestrebungen des seit 1810 amtierenden Staatskanzlers Karl August von Hardenberg ab und versuchte, mit seinen regierungskritischen Artikeln eine öffentliche Diskussion über die Reformpolitik auszulösen. 1811 fungierte er zudem als enger politischer Berater des Führers der preußischen Adelsopposition, Friedrich August Ludwig von der Marwitz. Doch Hardenberg zerschlug die Opposition: Marwitz wurde inhaftiert, die „Abendblätter“ mussten ihr Erscheinen einstellen und Müller wurde als diplomatischer Berichterstatter nach Wien abgeschoben.
Durch den Krieg zurück nach Berlin getrieben, verfasste Müller im Namen der Kurbrandenburgischen Ritterschaft eine Anklageschrift gegen den Staatskanzler von Hardenberg, nachdem dieser Müllers Bitte um eine Einstellung im Staatsdienst abgelehnt hatte. In dieser, für den König bestimmten, Anklageschrift beschuldigte er den Kanzler revolutionärer Grundsätze. Dabei äußerte sich Müller über die von ihm befürchteten Konsequenzen der Reformpolitik folgendermaßen: „Ritter und Bauernstand gehen unter, und es gibt am Ende nur Kaufleute, Handwerker und Juden.“ Seine Schrift trug jedoch keine Konsequenzen. Müllers Antisemitismus, der für die von ihm und Achim von Arnim mitbegründete Deutsche Tischgesellschaft charakteristisch war, zeigt sich auch in seinem Kommentar: „Wir führen Krieg, und zwar […] einen andren gründlichen, ernsthaften und aufrichtigen gegen die Juden, gegen ein Gezücht, welches mit wunderbarer Frechheit, ohne Beruf, ohne Talent, mit wenig Muth und noch weniger Ehre, […], sich in den Staat, in die Wissenschaft, in die Kunst, in die Gesellschaft und letztlich sogar in die ritterlichen Schranken des Zweikampfes, einzudrängen und einzuzwängen bemüht ist.“
Nachdem der preußische Staat seine Gehaltszahlungen eingestellt hatte, musste sich Müller in österreichischen Diensten verdingen: Von 1813 bis 1815 war er für die österreichische Armee in Tirol als Landeskommissar und Regierungsrat mit Verwaltungshandeln beschäftigt und als Herausgeber des „Boten in Tirol“ publizistisch tätig. 1815, nachdem er dem Kaiser 1815 in das Feldhoflager gefolgt war, wurde er in den Stab Metternichs aufgenommen, der ihm von 1815 bis 1826 den Posten eines österreichischen Generalkonsuls für Norddeutschland mit Sitz in Leipzig verschaffte. Hier betätigte sich Müller auch als Spion für Metternich und agierte vor allem gegen Friedrich List, den Begründer der Nationalökonomie in Deutschland. So denunzierte er List am 6. Dezember 1819 in einem Brief an Metternich wegen „revolutionären Umtrieben gefährlichster Art“. Der Historiker Günter Fabiunke kam zu dem Schluss, dass damit „Metternich der gefährlichste und zugleich hinterhältigste Feind Friedrich Lists in dessen Kampf um die wirtschaftliche und politische Einheit Deutschlands“ wurde. Müller entwickelte zudem zahlreiche publizistische und politische (teils anti-preußische) Aktivitäten, unter anderem gab er von 1816 bis 1818 die „Deutschen Staatsanzeigen“ heraus. Als Diplomat agierte Müller jedoch weitgehend glücklos; seine Kritik des Reformationsjubiläums von 1817 führte zu ersten öffentlichen Auseinandersetzungen um seine Person, und nach dem von ihm nicht unbeeinflussten Übertritt des Herzogspaares von Anhalt-Köthen zum Katholizismus im Jahr 1825 konnte ihn Metternich nicht mehr halten. Müller kehrte 1827 nach Wien zurück, wo er einen persönlichen Adelstitel erhielt und seine drei letzten Lebensjahre als Hofrat in der Hof- und Staatskanzlei arbeitete. Er starb zwei Jahre später.
Der spätere deutsche Reichstagsabgeordnete Albert Ludwig von Haza-Radlitz war sein Stiefsohn und konvertierte unter seinem Einfluss ebenfalls zur katholischen Kirche.

## Schriften
Müller gilt als ein Hauptvertreter der Politischen Romantik. Sein Werk ist überwiegend durch einen aufklärerisch-romantischen Mischstil geprägt, der sich vor allem in seiner wirtschaftstheoretischen Schrift Elemente der Staatskunst niederschlägt. Er untersucht darin, wie wirtschaftlich starke Nationen ihren Reichtum für alle Gesellschaftsschichten nutzbringend anwenden und eine gerechte Weltordnung erzeugen können. Zentral ist dabei seine Kritik am Liberalismus und an den Schriften Adam Smiths. Philosophisch geht Müller von einer Gegensatzlehre aus – einer Art frühdialektischer Anschauung, die sich um die Gedanken der Vermittlung und des Ausgleichs dreht.
- Die Lehre vom Gegensatze. 1804.
- Vorlesungen über die deutsche Wissenschaft und Literatur. 1806/1807.
- Von der Idee der Schönheit. 1809.
- Von der Idee des Staates. 1809.
- Die Elemente der Staatskunst. 1809 (Digitalisat und Volltext im Deutschen Textarchiv Bd. 1, Digitalisat und Volltext im Deutschen Textarchiv Bd. 2).
- Die Theorie der Staatshaushaltung. 1812.
- Versuch einer neuen Theorie des Geldes. 1816 (Digitalisat und Volltext im Deutschen Textarchiv).
- Zwölf Reden über die Beredsamkeit und deren Verfall in Deutschland. 1816.
- Staatsanzeigen. 1816–1818.
- Von der Notwendigkeit einer theologischen Grundlage der gesamten Staatswissenschaften. 1819.